# Pseudogekko
Pseudogekko is een geslacht van hagedissen dat behoort tot de gekko's (Gekkota) en de familie Gekkonidae.

## Naam en indeling
De wetenschappelijke naam van de groep werd voor het eerst voorgesteld door Edward Harrison Taylor in 1922. De hagedissen werden eerder aan andere geslachten toegekend, zoals Lepidodactylus, Luperosaurus en Gekko. Er zijn tien soorten, inclusief de pas in 2020 beschreven soort Pseudogekko hungkag.
De geslachtsnaam Pseudogekko betekent vrij vertaald 'lijkend op Gecko', en verwijst naar de gelijkenis met de soorten uit dit geslacht.

## Verspreiding en habitat
De gekko's komen voor in delen van Azië en leven endemisch in de Filipijnen. De habitat bestaat onder andere uit vochtige tropische en subtropische bossen, zowel in laaglanden als in bergstreken. Ook in door de mens aangepaste streken zoals plantages, landelijke tuinen en aangetaste bossen kunnen de dieren worden aangetroffen.

## Beschermingsstatus
Door de internationale natuurbeschermingsorganisatie IUCN is aan drie soorten een beschermingsstatus toegewezen. Twee soorten worden beschouwd als 'veilig' (Least Concern of LC) en een soort als 'kwetsbaar' (Vulnerable of VU).

## Soorten
Het geslacht omvat de volgende soorten, met de auteur en het verspreidingsgebied.
| Naam                       | Auteur                                                                        | Verspreidingsgebied                                 |
| -------------------------- | ----------------------------------------------------------------------------- | --------------------------------------------------- |
| Pseudogekko atiorum        | Davis, Watters, Köhler, Whitsett, Huron, Brown, Diesmos & Siler, 2015         | Filipijnen (Negros, Cebu)                           |
| Pseudogekko brevipes       | Boettger, 1897                                                                | Filipijnen (Samar, Panay, Bohol)                    |
| Pseudogekko chavacano      | Siler, Welton, Davis, Watters, Davey, Diesmos, Diesmos & Brown, 2014          | Filipijnen (Mindanao)                               |
| Pseudogekko compresicorpus | Taylor, 1915                                                                  | Filipijnen (Bohol, Luzon, Polillo, Masbate, Tablas) |
| Pseudogekko ditoy          | Siler, Welton, Davis, Watters, Davey, Diesmos, Diesmos & Brown, 2014          | Filipijnen (Leyte, Samar)                           |
| Pseudogekko hungkag        | Brown, Meneses, Wood, Fernandez, Cuesta, Clores, Tracy, Buehler & Siler, 2020 | Filipijnen (Luzon)                                  |
| Pseudogekko isapa          | Siler, Davis, Diesmos, Guinto, Whitsett & Brown, 2016                         | Filipijnen (Sibuyan)                                |
| Pseudogekko pungkaypinit   | Siler, Welton, Davis, Watters, Davey, Diesmos, Diesmos & Brown, 2014          | Filipijnen (Leyte, Bohol, Mindanao, Samar)          |
| Pseudogekko smaragdinus    | Taylor, 1922                                                                  | Filipijnen (Polillo,Luzon)                          |
| Pseudogekko sumiklab       | Siler, Davis, Watters, Freitas, Griffith, Binaday, Lobos Amarga & Brown, 2017 | Filipijnen (Luzon)                                  |